# Festival Internacional de Cine de San Sebastián 1993
La 41.ª edición del Festival Internacional de Cine de San Sebastián se celebró entre el 16 y el 25 de septiembre de 1993. El Festival se consolidó en la máxima categoría A (festival competitivo no especializado) de la FIAPF. 

## Desarrollo
El festival fue inaugurado por el nuevo delegado Manuel Pérez Estremera (nombrado en diciembre de 1992) el 16 de septiembre con la proyección fuera de concurso de The Firm y fue clausurado el día 26 de septiembre con En la línea de fuego. Destacó la mayor proyección de películas españolas respecto el anterior festival. Asistieron a la inauguración Sydney Pollack y Cybill Shepherd. El día 17 se proyectaron Tafelspitz y Sara y el 18 Huevos de oro, al mismo que tiempo que visitaba el festival Robert Mitchum, galardonado este año con el Premio Donostia. El 19 se mostraron En tránsito y Manhattan by Numbers, así como Angela Bassett visitaba el festival para presentar What's Love Got to Do with It, biopic de Tina Turner. El 20 se exhibió Madregilda y  Dunkle schatten der angst de la sección oficial, El mariachi el Zabaltegi y Tango feroz: la leyenda de Tanguito en el espacio Nuevos Realizadores. El 21 se proyectaron Principio y fin de la sección oficial y Jardines colgantes de la Zabaltegi. El 22 se exhibió Dollar Mambo y El aliento del diablo, de la sección oficial, Ruby en el paraíso de la Zabaltegi, y fuera de concurso, Misterioso asesinato en Manhattan. También visitó el festival John Malkovich. El 23 se proyectaron Just Friends y Pamiętnik znaleziony w garbie de la sección oficial, y en la Zabaltegi se hizo un homenaje a Pedro Almodóvar proyectando Folle... folle... fólleme Tim!, su primer largometraje inédito, y algunos fragmentos de su nueva película Kika. El 24 se proyectaron Yueh kuang shao nien y La cosecha, cuando el Victoria Eugenia Antzokia se tuvo que desalojar por una amenaza de bomba. El 25 se dio la entrega de los premios.

## Jurados
Jurado de la Sección Oficial
- Vicente Aranda (Presidente)
- Fabiano Canosa
- Edward Dmytryk
- Dieter Kosslick
- Gregory Nava
- José María Otero
- Silvia Pinal

## Películas

### Sección Oficial
Las 15 películas siguientes compitieron para el premio de la Concha de Oro a la mejor película:
| Título en España              | Título original               | Director(es)          | País     |
| ----------------------------- | ----------------------------- | --------------------- | -------- |
| Dollar Mambo                  | Dollar Mambo                  | Paul Leduc            | México   |
| Dunkle schatten der angst     | Dunkle schatten der angst     | Konstantin Schmidt    | Alemania |
| El aliento del diablo         | El aliento del diablo         | Paco Lucio            | España   |
| Fényérzékeny történet         | Fényérzékeny történet         | Pál Erdõss            | Hungría  |
| Huevos de oro                 | Huevos de oro                 | Bigas Luna            | España   |
| Just Friends                  | Just Friends                  | Marc-Henri Wajnberg   | Bélgica  |
| Madregilda                    | Madregilda                    | Francisco Regueiro    | España   |
| Manhattan by Numbers          | Manhattan by Numbers          | Amir Naderi           | EE. UU.  |
| Pamiętnik znaleziony w garbie | Pamiętnik znaleziony w garbie | Jan Kidawa-Błoński    | Polonia  |
| Principio y fin               | Principio y fin               | Arturo Ripstein       | México   |
| Sara                          | Sara                          | Dariush Mehrjui       | Irán     |
| Tafelspitz                    | Tafelspitz                    | Xaver Schwarzenberger | Alemania |
| La cosecha                    | The Harvest                   | David Marconi         | EE.UU.   |
| En tránsito                   | Tombés du ciel                | Philippe Lioret       | Francia  |
| Yueh kuang shao nien          | Yueh kuang shao nien          | Yu Weinen             | China    |

### Fuera de competición
Las películas siguientes fueron seleccionadas para ser exhibidas fuera de competición: 
| Título en España                  | Título original           | Director(es)      | País   |
| --------------------------------- | ------------------------- | ----------------- | ------ |
| En la línea de fuego              | In the Line of Fire       | Wolfgang Petersen | EE.UU. |
| Misterioso asesinato en Manhattan | 'Manhattan Murder Mystery | Woody Allen       | EE.UU. |
| La tapadera                       | The Firm                  | Sydney Pollack    | EE.UU. |

### Otras secciones oficiales

#### Nuevos Directores
Esta sección agrupa los primeros o segundos largometrajes de sus cineastas, inéditos o que solo han sido estrenados en su país de producción y producidos en el último año. Estas fueron las películas seleccionadas para la sección:
| Título en español                   | Título original                     | Director(es)    | País        |
| ----------------------------------- | ----------------------------------- | --------------- | ----------- |
| As an eilean                        | As an eilean                        | Mike Alexander  | Reino Unido |
| Rebeldes del dios Neón              | Qīngshàonián Nézhā                  | Tsai Ming-liang | Taiwán      |
| Plato combinado                     | Combination Platter                 | Tony Chan       | EE.UU.      |
| Golem ba'maagal                     | Golem ba'maagal                     | Aner Preminger  | Israel      |
| La gente de La Universal            | La gente de La Universal            | Felipe Aljure   | Colombia    |
| Los años oscuros                    | Urte ilunak                         | Arantxa Lazkano | España      |
| Perdido por perdido                 | Perdido por perdido                 | Alberto Lecchi  | Argentina   |
| Tango feroz: la leyenda de Tanguito | Tango feroz: la leyenda de Tanguito | Marcelo Piñeyro | Argentina   |
| Un muro de silencio                 | Un muro de silencio                 | Lita Stantic    | Argentina   |
| Zhao Le (For fun)                   | Zhao Le (For fun)                   | Ning Ying       | China       |

#### Zabaltegi[18]
| Título en español              | Título original                | Director(es)                                                        | País          |
| ------------------------------ | ------------------------------ | ------------------------------------------------------------------- | ------------- |
| Achtundzwanzichtausend Wünsche | Achtundzwanzichtausend Wünsche | Dirk Schäfer                                                        | Alemania      |
| Cronos                         | Cronos                         | Guillermo del Toro                                                  | México        |
| El mariachi                    | El mariachi                    | Robert Rodriguez                                                    | México        |
| Folle... folle... fólleme Tim! | Folle... folle... fólleme Tim! | Pedro Almodovar                                                     | España        |
| El banquete de bodas           | The Wedding Banquet            | Ang Lee                                                             | Taiwán        |
| El joven Mussolini             | Il giovane Mussolini           | Gianluigi Calderone                                                 | Italia        |
| Jardines colgantes             | Jardines colgantes             | Pablo Llorca                                                        | España        |
| Moi Ivan, toi Abraham          | Moi Ivan, toi Abraham          | Yolande Zauberman                                                   | Bielorrusia   |
| El olor de la papaya verde     | Mùi đu đủ xanh                 | Trần Anh Hùng                                                       | Vietnam       |
| Naked                          | Naked                          | Mike Leigh                                                          | Reino Unido   |
| Neues Deutschland              | Neues Deutschland              | Philip Gröning, Uwe Janson, Gerd Kroske, Dani Levy y Maris Pfeiffer | Países Bajos  |
| Un paso en falso               | One false move                 | Carl Franklin                                                       | EE.UU.        |
| Punto de partida               | Point de départ                | Robert Kramer                                                       | Francia       |
| Ripa ruostuu                   | Christian Lindblad             | Finlandia                                                           |               |
| Ruby en el paraíso             | Ruby in Paradise               | Victor Nuñez                                                        | EE.UU.        |
| Tectonic Plates                | Tectonic Plates                | Peter Mettler                                                       | España        |
| La edad de la inocencia        | The Age of Innocence           | Martin Scorsese                                                     | EE.UU.        |
| El último bolchevique          | Le tombeau d'Alexandre         | Chris Marker                                                        | Francia       |
| El hombre equivocado           | The Wrong Man                  | Jim McBride                                                         | EE.UU.        |
| Un, deux, trois, soleil        | Un, deux, trois, soleil        | Bertrand Blier                                                      | Francia       |
| Uridre Ilgureojin Youngung     | Uridre Ilgureojin Youngung     | Chong Won Park                                                      | Corea del Sur |

#### Retrospectivas
Las retrospectivas de este año fueron una dedicada a William A. Wellman, "Los mejores 100 años" (28 películas de William Dieterle, Harold Lloyd o José Buchs) y "Cine chicano".

## Palmarés

### Premios oficiales
Ganadores de la Sección Oficial del 41º Festival Internacional de Cine de San Sebastián de 1993:
- Concha de Oro: 
  - Principio y fin de Arturo Ripstein
  - Sara de Dariush Mehrjui
- Premio Especial del Jurado: Huevos de oro de Bigas Luna
- Concha de Plata al mejor Director:  Philippe Lioret por En tránsito
- Concha de Plata a la mejor Actriz: Niki Karimi por Sara
- Concha de Plata al mejor Actor:  Juan Echanove por Madregilda
- Mención Especial del Jurado: El aliento del diablo de Paco Lucio
- Premio Nuevos Directores: Zhao Le (For fun) de Ning Ying
- Premio FIPRESCI: Madregilda de Francisco Regueiro
- Premio OCIC: En tránsito de Philippe Lioret
- Premio Donostia: Robert Mitchum